# Fortress (álbum de Sister Hazel)
Fortress, lançado em 2000, é o terceiro álbum de estúdio da Sister Hazel. Produziu três singles. "Change Your Mind" alcançou o 59º lugar no US Hot 100 e o 5º no US Adult, e foi apresentado no remake de 2000 de Bedazzled, estrelado por Brendan Fraser, Elizabeth Hurley e Frances O'Connor. Já o single "Champagne High" alcançou a 22ª posição no US Adult 40, enquanto o single "Beautiful Thing", apesar de bem conhecido, falhou no ranking

Tracklist
| No. | Title                | Lyrics             | Music                                                | Length |
| --- | -------------------- | ------------------ | ---------------------------------------------------- | ------ |
| 1.  | "Change Your Mind"   |                    | Ken Block                                            | 4:20   |
| 2.  | "Back Porch"         |                    | Ryan Newell/Ken Block/Jeff Beres                     | 0:38   |
| 3.  | "Thank You"          |                    | Ryan Newell                                          | 3:21   |
| 4.  | "Champagne High"     |                    | Ken Block                                            | 5:41   |
| 5.  | "Beautiful Thing"    |                    | Ken Block                                            | 3:48   |
| 6.  | "Surreal"            | Jeff Beres         | Jeff Beres                                           | 4:41   |
| 7.  | "Shame on Me"        |                    | Ryan Newell/Andrew Copeland                          | 3:48   |
| 8.  | "Your Winter"        |                    | Ken Block                                            | 4:36   |
| 9.  | "Strange Cup of Tea" | Andrew Copeland    | Andrew Copeland                                      | 5:00   |
| 10. | "Save Me"            |                    | Ryan Newell                                          | 4:02   |
| 11. | "Give In"            | Mark Trojanowski   | Mark Trojanowski/Paul Ebersold/Ken Block/Billy Smith | 3:58   |
| 12. | "Out There"          | Ken Block/Al Block | Ken Block                                            | 4:24   |
| 13. | "Elvis"              |                    | Ken Block                                            | 3:54   |
| 14. | "Fortress"           |                    | Ken Block                                            | 5:54   |

1. ↑  «Fortress - Sister Hazel | Songs, Reviews, Credits». AllMusic (em inglês). Consultado em 24 de setembro de 2019